# Nowa Górka (województwo wielkopolskie)
Nowa Górka – wieś w Polsce położona w województwie wielkopolskim, w powiecie poznańskim, w gminie Pobiedziska. Należy do sołectwa Kociałkowa Górka.
W latach 1975–1998 miejscowość administracyjnie należała do województwa poznańskiego.